# Eleição municipal de Ribeirão Preto em 2004
A eleição municipal de Ribeirão Preto ocorreu no dia 3 de outubro de 2004 para a eleição de um prefeito, um vice-prefeito e de vinte vereadores para a administração da cidade. Sendo o primeiro colocado não obtensor de um percentual superior ou igual à 50% da apuração de votos válidos, seria ocorrido um Segundo turno, no dia 26 do mesmo mês, entre o candidato (que ficou na primeira colocação) e o segundo colocado. O número de eleitores da cidade da época, era de 359.534, sendo que o prefeito, Gilberto Sidney Maggioni (PT), também concorreria a reeleição.
Decidida em um segundo turno, Welson Gasparini (PSDB) foi eleito para administrar a cidade até 31 de dezembro de 2008.

## Candidatos
| Nº |  | Candidato                          | Partido | Nome na Legenda    | Coligação                                                                                  |
| -- |  | ---------------------------------- | ------- | ------------------ | ------------------------------------------------------------------------------------------ |
| 16 |  | Fátima da Silva Fernandes de Souza | PSTU    | Fátima Fernandes   | PSTU                                                                                       |
| 70 |  | Fernando Chiarelli                 | PT do B | Fernando Chiarelli | PT do B                                                                                    |
| 13 |  | Gilberto Sidney Maggioni           | PT      | Maggioni           | Parceiros de Ribeirão PT,PV, PCB,PC do B, PTB                                              |
| 15 |  | Luís Felipe Baleia Tenuto Rossi    | PMDB    | Baleia Rossi       | Diga SIM Pra Ribeirão PMDB, PFL, PDT,PPS, PSDC, PRTB, PMN, PAN, PRONA, PHS, PSB, PRP e PTN |
| 22 |  | Rafael Antônio da Silva            | PL      | Rafael Silva       | PL                                                                                         |
| 45 |  | Welson Gasparini                   | PSDB    | Gasparini          | Ética, Experiência e Competência PSDB, PSC, PTC,PSL                                        |

## Resultados

### Prefeito
| Candidato(a)               | Vice                      | 1º Turno 3 de outubro de 2004 | 1º Turno 3 de outubro de 2004 | 2º Turno 31 de outubro de 2004 | 2º Turno 31 de outubro de 2004 |
| Candidato(a)               | Vice                      | Votação                       | Votação                       | Votação                        | Votação                        |
| Candidato(a)               | Vice                      | Total                         | Porcentagem                   | Total                          | Porcentagem                    |
| -------------------------- | ------------------------- | ----------------------------- | ----------------------------- | ------------------------------ | ------------------------------ |
| Welson Gasparini (PSDB)    | Paulo Pastori (PSC)       | 86.066                        | 35,53%                        | 158.032                        | 60,56%                         |
| Baleia Rossi (PMDB)        | Carlos Morandini (PPS)    | 66.622                        | 27,50%                        | 102.918                        | 39,44%                         |
| Gilberto Maggioni (PT)     | Joaquim Rezende (PV)      | 62.356                        | 25,74%                        | Não participaram               | Não participaram               |
| Fernando Chiarelli (PTdoB) | Pedro de Castro (PTdoB)   | 36.065                        | 12,96%                        | Não participaram               | Não participaram               |
| Rafael Silva (PL)          | Luiz Vicente (PL)         | 24.775                        | 10,23%                        | Não participaram               | Não participaram               |
| Fátima Fernandes (PSTU)    | Professor Gilberto (PSTU) | 2.430                         | 1,00%                         | Não participaram               | Não participaram               |
| Total de votos válidos     | Total de votos válidos    | 242.249                       | 100,00%                       | 260.950                        | 100,00%                        |
| Votos apurados             |                           |                               |                               |                                |                                |
| Votos válidos              | Votos válidos             | 242.249                       | 79,78%                        | 260.950                        | 89,48%                         |
| Votos em branco            | Votos em branco           | 7.553                         | 2,49%                         | 6.250                          | 2,14%                          |
| Votos nulos                | Votos nulos               | 53.830                        | 17,73%                        | 24.449                         | 8,38%                          |
| Total de votos apurados    | Total de votos apurados   | 303.632                       | 100,00%                       | 291.649                        | 100,00%                        |
| Eleitores                  |                           |                               |                               |                                |                                |
| Comparecimento             | Comparecimento            | 303.632                       | 84,48%                        | 291.649                        | 81,15%                         |
| Abstenções                 | Abstenções                | 55.759                        | 15,52%                        | 67.742                         | 18,85%                         |
| Total de eleitores         | Total de eleitores        | 359.391                       | 100,00%                       | 359.391                        | 100,00%                        |

### Poder Legislativo
| Nome do eleito      | Partido | Votos  |
| ------------------- | ------- | ------ |
| Darcy Vera          | PFL     | 27.787 |
| Silvana Resende     | PSDB    | 10.252 |
| Walter Gomes        | PP      | 7.690  |
| Cícero Gomes        | PMDB    | 4.904  |
| Coraucci Neto       | PFL     | 4.780  |
| Gilberto Abreu      | PV      | 4.469  |
| Nicanor Lopes       | PSDB    | 4.289  |
| Leopoldo Paulino    | PMDB    | 4.324  |
| Capela Novas        | PPS     | 4.234  |
| Wandeir Silva       | PMDB    | 4.142  |
| Bertinho Scandiuzzi | PDT     | 3.943  |
| Merchó Costa        | PMDB    | 3.386  |
| Samuel Zanferdini   | PMDB    | 3.298  |
| Sebastião de Souza  | PSDB    | 3.105  |
| Marinho Sampaio     | PMDB    | 3.079  |
| Sílvio Martins      | PMDB    | 2.945  |
| Beto Cangussú       | PT      | 2.929  |
| Fátima Rosa         | PT      | 2.865  |
| Dr. Jorge Parada    | PT      | 2.748  |
| João Araújo         | PP      | 1.639  |